# Nemzeti Bajnokság I 1921-1922
L'edizione 1921-22 del Nemzeti Bajnokság I vide la vittoria finale dell'MTK, che conquistò il suo nono titolo, il settimo ufficiale consecutivo.
Capocannoniere del torneo fu György Orth dell'MTK con 26 reti.
Il campionato era costituito da un girone per le squadre di Budapest, più altri sei campionati regionali. I sei vincitori regionali si sarebbero sfidati tra di loro, e la vincente avrebbe sfidato la vincente di Budapest per il titolo nazionale. Lo Szegedi AK fu la squadra che avrebbe dovuto sfidare l'MTK per il titolo nazionale. La finale non fu però disputata.

## Classifica (Budapest)
|    | Classifica        | G  | V  | N  | P  | GF | GS | Dif | Pt |
| -- | ----------------- | -- | -- | -- | -- | -- | -- | --- | -- |
| 1  | MTK (C)           | 22 | 16 | 5  | 1  | 60 | 11 | +49 | 37 |
| 2  | Ferencvárosi TC   | 22 | 16 | 4  | 2  | 41 | 13 | +28 | 36 |
| 3  | Újpesti TE        | 22 | 13 | 6  | 3  | 52 | 19 | +33 | 32 |
| 4  | Törekvés SE       | 22 | 8  | 6  | 8  | 27 | 33 | -6  | 22 |
| 5  | III. Kerületi TVE | 22 | 8  | 5  | 9  | 27 | 37 | -10 | 21 |
| 6  | VAC               | 22 | 5  | 10 | 7  | 18 | 23 | -5  | 20 |
| 7  | Vasas SC          | 22 | 7  | 6  | 9  | 24 | 33 | -9  | 20 |
| 8  | Budapesti TC      | 22 | 8  | 3  | 11 | 18 | 23 | -5  | 19 |
| 9  | Magyar AC         | 22 | 5  | 7  | 10 | 14 | 17 | -3  | 17 |
| 10 | Kispesti AC       | 22 | 2  | 10 | 10 | 15 | 36 | -21 | 14 |
| 11 | Terézvárosi TC    | 22 | 3  | 7  | 12 | 19 | 37 | -18 | 13 |
| 12 | VII. Kerületi SC  | 22 | 2  | 9  | 11 | 9  | 42 | -33 | 13 |

- (C) Campione nella stagione precedente

### Verdetti
- MTK campione d'Ungheria 1921-22.
- Terézvárosi TC e VII. Kerületi SC retrocesse in Nemzeti Bajnokság II.